# Nowy Dwór (Ukraina)
Nowy Dwór (ukr. Новий Двір) – wieś na Ukrainie, w rejonie kowelskim, w obwodzie wołyńskim. Wieś liczy 469 mieszkańców.
Za II Rzeczypospolitej Nowy Dwór należał do wiejskiej gminy Nowy Dwór (później przekształconej w gminę Kupiczów) w powiecie kowelskim w woj. wołyńskim i liczył w 1921 roku 340 mieszkańców.
Po wojnie wieś weszła w struktury administracyjne Związku Radzieckiego.
Do 2020 w rejonie turzyskim.